# (6567) Shigemasa
(6567) Shigemasa es un asteroide perteneciente al cinturón de asteroides, región del sistema solar que se encuentra entre las órbitas de Marte y Júpiter.
Fue descubierto el 16 de noviembre de 1992 por Kin Endate y Kazuro Watanabe desde el observatorio de Kitami.

## Designación y nombre
Designado provisionalmente como 1992 WS, fue nombrado en honor de Shigemasa Suzuki (n. 1920), un instrumentista cuya carrera comenzó en el Observatorio Astronómico de Tokio en Mitaka, donde ayudó en el desarrollo de un interferómetro de radio multifase. En 1960 tomó una beca ofrecida por la Organización de Investigación Científica e Industrial del Commonwealth y se unió a su división de radiofísica. En 1966 se convirtió en la primera persona de origen japonés naturalizado como ciudadano australiano.

## Características orbitales
Shigemasa está situado a una distancia media del Sol de 2,270 ua, pudiendo alejarse hasta 2,716 ua y acercarse hasta 1,823 ua. Su excentricidad es 0,197 y la inclinación orbital 4,541 grados. Emplea 1248,84 días en completar una órbita alrededor del Sol.
Pertenece a la familia de asteroides de (2076) Levin.

## Características físicas
La magnitud absoluta de Shigemasa es 13,95. Tiene 4,627 km de diámetro y su albedo se estima en 0,207.